# Aang
(Aang prima dell'assedio del Nord)
Aang (安昂T, Ān ángP) è un personaggio immaginario e il protagonista della serie animata statunitense Avatar - La leggenda di Aang, creato da Michael Dante DiMartino e Bryan Konietzko.
Aang è un monaco di 112 anni (di cui solo 12 effettivi, considerando un secolo trascorso in ibernazione all'interno di un iceberg) appartenente al popolo dei Nomadi dell'Aria. Egli è inoltre l'Avatar, l'unico essere con il potere di dominare tutti gli elementi (aria, acqua, terra e fuoco) e di fermare la sanguinosa guerra lanciata dalla Nazione del Fuoco.
Il personaggio di Aang è apparso su altri media, come carte collezionabili, videogiochi, t-shirt e web comic. e fumetti web. Aang è stato interpretato da Noah Ringer nel film L'ultimo dominatore dell'aria, e doppiato da D.B. Sweeney nella serie animata sequel La leggenda di Korra.

## Biografia del personaggio

### La leggenda di Aang

#### Libro primo
Aang era uno dei tanti giovani monaci che vivevano nel Tempio dell'Aria del Sud. All'avvicinarsi dello scoppio della guerra, gli viene rivelato che è lui il nuovo Avatar e che è suo compito mantenere la pace fra le varie nazioni. La notizia sconvolge Aang e lo lascia confuso e spaventato. Quando scopre che verrà separato dal suo amato mentore, Gyatso, e mandato a completare la sua formazione in un altro tempio molto lontano dal suo, Aang decide di fuggire. Mentre è in volo sul suo bisonte volante, Appa, incappa in una terribile tempesta e finisce in mare insieme all'animale, senza che nessuno dei due riesca a riemergere dalle acqua. Qualche istante prima di annegare Aang entra però nello Stato dell'Avatar e iberna sé stesso e il suo bisonte all'interno di un iceberg creato sul momento, all'interno del quale rimane per cento anni. L'iceberg va poi alla deriva fino al polo Sud, riemerge e viene trovato da Sokka e Katara. Zuko, principe esiliato della Nazione del Fuoco a cui il padre ha ordinato di trovare l'Avatar per ristabilire il suo onore, trova Aang e lo cattura, ma lui scappa. Aang, insieme ai suoi nuovi amici, decide di dirigersi alla Tribù dell'Acqua del Nord per imparare il dominio poiché, a causa della Nazione del Fuoco, Katara è l'unica dominatrice dell'acqua rimasta in quella del Sud. Nel percorso si fermano al Tempio dell'Aria del Sud, dove trova il lemure volante Momo, che diventa un suo inseparabile amico. Poi si dirigono all'Isola di Kyoshi, luogo natale dell'omonima Avatar predecessora di Roku. Qui incontrano Suki, una guerriera di Kyoshi, da cui Sokka è attratto. Aang anche Katara affinano durante il tragitto le proprie doti di dominio e giungono alla Tribù dell'Acqua del Nord poco prima che questa venga attaccata dalla flotta della Nazione del Fuoco comandata dal generale Zhao, il quale, per indebolire i dominatori dell'acqua, nell'assedio alla Tribù, cattura Tui, lo Spirito della Luna. Dopo esser stato minacciato da Iroh, Zhao lascia andare lo spirito, ma in un impeto di rabbia lo uccide. Aang, scioccato dall'accaduto, cade nello Stato dell'Avatar venendo posseduto da La, lo Spirito dell'Oceano, e distrugge le forze della Nazione del Fuoco, calmandosi quando la luna viene ripristinata col sacrificio della principessa Yue. Ozai, signore del fuoco, adirato manda sua figlia Azula alla ricerca dell'Avatar, mentre Zuko, dopo l'ennesimo fallimento nel catturare Aang, si dilegua con lo zio Iroh.

#### Libro secondo
Aang si dirige insieme a Katara e Sokka nel Regno della Terra, dove conosce Toph Beifong, una dominatrice della terra cieca tuttavia molto potente poiché per "vedere" utilizza le vibrazioni che avverte dai piedi, sempre scalzi. Toph, ribellandosi all'oppressione dei genitori, scappa di casa per insegnare ad Aang il dominio della terra. Si dirigono poi a Ba Sing Se nella quale, alla ricerca di una vita lontano dalla Nazione del Fuoco, si trovano anche Zuko e Iroh. Aang e i suoi amici spiegano al Kuei, re del Regno della Terra, che la Nazione del Fuoco vuole usare la cometa di Sozin per distruggere il mondo, ma che prima del suo arrivo ci sarà un'eclissi solare che, poiché il sole sarà oscurato, inibirà per tutta la sua durata il dominio del fuoco, rendendo i dominatori del fuoco vulnerabili. Dopo aver sconfitto Long Feng, gran segretario del re Kuei ma traditore del Regno della Terra, Aang, Sokka, Katara e Toph si separano: Aang raggiunge al Tempio dell'Aria dell'Est il guru Pathik il quale vorrebbe insegnare ad Aang ad accedere allo Stato dell'Avatar e controllarlo, Sokka raggiunge il padre, Katara resta nel Regno della Terra come supporto, invece Toph cade in una trappola e scopre da sé il dominio del metallo. Azula, insieme alle sue amiche Mai e Ty Lee, entrano nel palazzo del Regno della Terra travestite da guerriere di Kyoshi: Katara viene catturata da loro tre (che nel frattempo hanno preso il controllo delle forze speciali della capitale, il Dai Li) e Aang, avvertendo il pericolo, abbandona l'addestramento con il guru per soccorrerla; nel viaggio ritrova i suoi compagni Sokka e Toph con i quali si precipita a Ba Sing Se. Per salvare Katara, l'Avatar si allea con Iroh che vuole liberare suo nipote, Zuko, anch'egli catturato. Trovati Zuko e Katara, Aang e Iroh si scontrano con Azula, Iroh rimane bloccato mentre Aang e Katara affrontano una lotta all'ultimo sangue con Azula e un doppiogiochista Zuko. Aang riesce a controllare lo Stato dell'Avatar liberando l'ultimo chakra, ma viene colpito da un fulmine di Azula e muore, interrompendo il legame col mondo spirituale. Fortunatamente Katara riesce miracolosamente a riportarlo in vita grazie all'acqua spirituale donatale dalla Tribù dell'Acqua del Nord.

#### Libro terzo
Aang si riprende mesi dopo l'attacco di Azula e scopre che la Nazione del Fuoco lo considera morto; dopo un iniziale momento di sconforto, Aang capisce che deve agire con segretezza e si finge un ragazzino della Nazione del Fuoco di nome Kuzon. Qui aiuta diverse volte i paesani innocenti della Nazione del Fuoco e viene inseguito dal fantomatico Uomo Combustione (non essendo mai specificato il suo nome, l'uomo è stato soprannominato così da Sokka), assassino inviato da Zuko. Rivela inoltre ai suoi amici che, a causa delle ferite riportate nello scontro con Azula, non può più entrare nello Stato dell'Avatar. Durante l'eclissi di sole che priva i dominatori del fuoco dei loro poteri, Aang rivela al mondo di essere ancora vivo e, insieme a una piccola forza di invasione formata da guerrieri della Tribù dell'Acqua e dominatori della terra, tenta l'assalto alla capitale della Nazione del Fuoco, ma si rivela una trappola e sono costretti a rinunciare. Qui bacia per la prima volta Katara. In seguito, Aang e il suo gruppo si rifugiano al Tempio dell'Aria dell'Ovest, dove si imbattono in uno Zuko pentito che, dopo essersi faticosamente guadagnato la loro fiducia, riesce a farsi accettare nel gruppo e insegna ad Aang prima il dominio del fuoco e poi, in vista dello scontro con Ozai, la tecnica di deviazione dei fulmini. Aang ha paura dello scontro finale con Ozai, in quanto crede che ucciderlo vada contro tutto quello che gli hanno insegnato i Nomadi dell'Aria. Chiamato a sé nel sonno da una tartaruga-leone, Aang richiama le sue ultime quattro vite passate nella speranza che possano aiutarlo a trovare una soluzione alternativa ma nessuno di loro, nemmeno nell'Avatar Yangchen, anch'ella dominatrice dell'aria, gli è d'aiuto. Persa quasi ogni speranza, Aang capisce di trovarsi su un animale e ne raggiunge la testa per parlargli. La tartaruga-leone, animale antico e saggio, gli offre un prezioso aiuto insegnandogli una potente tecnica spirituale: l'arcana arte del dominio dell'energia. Forte di questo incontro, Aang ingaggia un duro confronto con Ozai, nel quale riesce, fortunatamente, ad accedere nuovamente allo Stato dell'Avatar e alla fine a sconfiggere Ozai grazie al dominio dell'energia, privandolo del suo dominio per sempre. La guerra è finita e Zuko è incoronato nuovo Signore del Fuoco, con la promessa di fare di tutto per riparare ai danni che per un secolo la sua nazione ha portato nel resto del mondo. In seguito, Aang festeggia insieme a tutti i suoi amici la fine della guerra e rivela pienamente i suoi sentimenti per Katara, che lei infine dimostra di ricambiare.

#### Fumetti
Dopo la fine della guerra, Aang e i suoi amici si impegnano a ristabilire l'equilibrio del mondo facendo, con l'aiuto di Zuko, ritirare le colonie della Nazione del Fuoco dal Regno della Terra. Tuttavia la cosa a un certo punto si rivela impossibile poiché molte colonie esistono da così tanto tempo che i coloni non solo sono nati e cresciuti nel Regno della Terra, ma ormai sono imparentati con i suoi abitanti: per esempio a Yu Dao, prima colonia della Nazione del Fuoco, dove il governatore è un cittadino della Nazione del Fuoco con una moglie e una figlia dominatrici della terra. Aang, in quelle famiglie di dominatori misti, vede il futuro della propria e, resosi conto assieme a Zuko di come non sia possibile mandare via queste persone, i due iniziano una serie di cambiamenti politici in accordo col re Kuei che, negli anni successivi, porteranno le colonie della Nazione del Fuoco a diventare una nuova quinta nazione: la Repubblica delle Nazioni Unite.

### La leggenda di Korra
Decenni dopo la fine della guerra, Aang e il Signore del Fuoco Zuko fondano la Repubblica delle Nazioni Unite, con capitale Città della Repubblica, un luogo dove tutti i dominatori di ogni parte del mondo potessero vivere in pace e armonia. Inoltre Aang e Katara si sposano e hanno tre figli: Bumi, un non-dominatore (in seguito alla Congiunzione armonica diventerà anche lui dominatore dell'aria), Kya, una dominatrice dell'acqua, e Tenzin, un dominatore dell'aria. Verso quest'ultimo Aang riserva maggiori attenzioni poiché vede in lui la speranza di ricostruire i Nomadi dell'Aria. Con il trascorrere del tempo, Aang si rende conto che il periodo passato nell'iceberg ha gravemente ridotto la sua forza vitale accorciandogli così la vita, quindi, ormai prossimo alla morte, l'Avatar avverte l'Ordine del Loto Bianco di prepararsi a trovare il suo successore. Circondato da amici e familiari, Aang muore alla relativamente giovane età di sessantasei anni (quindi in realtà cronologicamente avrebbe centosessantasei anni, rendendolo il secondo Avatar più longevo). Cinque anni dopo la morte di Aang, il Loto Bianco rintraccia nella Tribù dell'Acqua del Sud il nuovo Avatar: una bambina di nome Korra. Negli anni successivi il nuovo Avatar si dimostrerà l'esatto contrario del precedente: se Aang era calmo, riflessivo e particolarmente portato per il lato spirituale del dominio, Korra invece è testarda, emotiva e portata soprattutto per il lato fisico, a tal punto da essere scoperta perché già a quattro anni sapeva dominare l'acqua, la terra e il fuoco. Diventata adulta, Aang la aiuterà prima facendole rivivere esperienze da lui vissute per farle capire l'identità dei suoi nemici e poi la salverà ripristinandole i domini una volta che questa riesce a entrare in contatto volontariamente con il suo io spirituale. La separazione da Raava, seppur temporanea, ha fatto sì che Korra perdesse la capacità di entrare in contatto con le sue vite precedenti, compreso Aang, e ora è ignoto se lo spirito di Aang, così come quelli degli altri Avatar, possa di nuovo entrare in contatto con Korra.

## Caratterizzazione

### Personalità
È un ragazzino vivace e dotato del senso dell'umorismo che caratterizza i Nomadi dell'Aria, ama e difende la natura e gli animali ed è sempre gentile con tutti, anche con coloro che gli fanno dei torti. Si innamora di Katara a prima vista, appena uscito dall'iceberg, e durante la serie cerca in tutti i modi di farsi notare da lei; durante la terza stagione Aang manifesta in maniera più esplicita i suoi sentimenti, ma Katara gli dice di essere confusa al riguardo. Dopo la sconfitta di Ozai, Katara rivela ad Aang che ricambia il suo amore per lui.
Michael Dante DiMartino, co-creatore dello show, ha dichiarato di volere che "Aang risolvesse i problemi e sconfiggesse i nemici con il suo ingegno e le sue potenti abilità." Secondo i creatori dello spettacolo, "Il buddismo e il taoismo sono stati delle grandi ispirazioni dietro l'idea di Avatar." Come mostrato ne Il re di Omashu e ne La festa da ballo, e "La fascia", un aspetto notevole di Aang il carattere è la sua dieta vegetariana, che è coerente con il buddismo, l'induismo e il taoismo. Nel Brahmajalasutta, un codice etico buddhista, il vegetarismo è incoraggiato. Inoltre, gli scrittori hanno dato a Aang una costante riluttanza a combattere e un'avversione per l'uccisione. In "The Spirit World (Winter Solstice, Part 1)", Aang incontra uno spirito arrabbiato che distrugge un villaggio e rapisce gli abitanti del villaggio; ma invece di combattere lo spirito, Aang negozia. Viene anche raffigurato con riluttanza etica nell'uccisione del Signore del Fuoco Ozai, a cui alla fine toglie il dominio invece di ucciderlo.

### Poteri e abilità
Aang è per nascita un dominatore dell'aria e ha quindi la capacità di manipolare l'aria a suo piacimento. Può generare correnti, onde d'urto, barriere d'aria e turbini controllando mentalmente l'atmosfera e i venti. Aiutato dal suo status di Avatar, Aang è riuscito con la sua inventiva a creare una nuova tecnica di dominio dell'aria chiamata "Scooter d'aria", in cui si genera una sfera rotante d'aria compressa con la quale il dominatore si muove a grandi velocità: proprio grazie alla naturalezza e ingegno con cui ha dimostrato di saper dominare l'aria, Aang riuscì a diventare il più giovane dominatore dell'aria a ottenere il rango di maestro, a soli dodici anni. Sfruttando il dominio dell'aria è inoltre in grado di volteggiare (non volare), parare le cadute, sollevare gli oggetti e correre alla velocità del vento. Aang è inoltre l'Avatar (ossia il Dominatore di tutti gli elementi) e questo gli consente di controllare anche acqua, terra e fuoco.
Essendo l'Avatar, Aang può comunicare con le sue vite precedenti, a cui può chiedere consiglio e guida. Grazie a ciò Aang può avere accesso a moltissime informazioni relative ai grandi eventi del passato, ai quali, inevitabilmente, le sue vite precedenti hanno partecipato. Tuttavia, nonostante la saggezza e le memorie a cui ha accesso, Aang è libero di scegliere come usare le informazioni che ottiene, dato che gli Avatar del passato possono offrirgli consiglio solo basandosi sui tempi in cui sono vissuti, per cui certe decisioni, per quanto necessarie, ai loro occhi potrebbero apparire comunque inaccettabili, o viceversa decisioni inaccettabili per i suoi tempi apparirebbero necessarie per i loro.
Aang inoltre, grazie all'incontro con la tartaruga-leone, ha appreso anche l'antichissima arte del dominio dell'energia: un potere precedente persino al dominio degli elementi. Con questo potere, Aang è capace di controllare l'energia spirituale stessa che fluisce all'interno di un individuo, permettendogli di agire direttamente sul dominio di qualcuno; tuttavia, affinché possa rimuovere il dominio, Aang deve far scontrare la propria energia con quella del suo nemico, mettendo a repentaglio sé stesso se la forza spirituale del suo avversario si rivelasse più potente, più "indomabile", della sua. Quest'abilità, come mostrato sempre da Aang ne La leggenda di Korra, permette anche di ridonare il dominio a qualcuno che lo ha perduto.
L'addestramento al tempio dei Nomadi dell'Aria ha reso Aang un vero esperto di arti marziali (stile del Baguazhang), che unite a un'agilità sovrumana lo rendono un combattente temibile. Aang può spiccare salti sovrumani, arrampicarsi come una scimmia e addirittura correre sulle pareti.
In combattimento Aang utilizza spesso un bastone di legno, che accompagnato al dominio dell'aria può aiutarlo a generare tornadi o assestare colpi micidiali; quest'asta è inoltre trasformabile in un aliante, a cui Aang si aggrappa e che sfruttando le correnti d'aria gli consente di volare. All'inizio della terza stagione, poiché troppo danneggiato, Aang brucia ciò che ne rimane su un vulcano, ottenendone un altro durante l'assedio alla Nazione del Fuoco nel Giorno del Sole Nero.

#### Stato dell'Avatar
Lo Stato dell'Avatar è la forma più potente che l'Avatar può ottenere, dalla quale attinge al suo massimo potenziale e le sue abilità si amplificano esponenzialmente, ricevendo un'immensa energia spirituale e anche l'esperienza delle sue vite passate. Lo Stato dell'Avatar è essenzialmente un meccanismo di autodifesa che, nelle fasi primitive del suo controllo, si attiva quando l'Avatar è minacciato da un grave pericolo che potrebbe anche ucciderlo o è sottoposto a un fortissimo sbalzo emotivo: l'Avatar però, essendo in una sorta di trance, non ha alcun controllo su quello che fa una volta entrato e non lo riacquista finché non torna in sé. La sua attivazione può essere comunque forzata con l'allenamento e la meditazione; tuttavia, il massimo potenziale di questa abilità si sprigiona quando l'Avatar attinge volontariamente dal potere dello stato rimanendo cosciente. Essendo il massimo momento di legame spirituale, se l'Avatar venisse ucciso quando è nello stato, il ciclo degli Avatar cesserebbe.
In questo stato, Aang (come detto sopra) ottiene un potenziamento esponenziale delle sue capacità di dominio e inizialmente vi può entrare solo istintivamente. Impara a controllare l'attivazione dello Stato dopo un allenamento col guru Pathik nel Tempio dell'Aria dell'Est, sbloccando tutti i suoi chakra. Ciò nonostante, il momento in cui Aang ottiene il pieno e totale controllo sullo stato avviene con la sconfitta di Ozai. Aang può inoltre sfruttare questo stato per entrare nel mondo degli spiriti e interagirvi, mentre il suo corpo rimane sulla Terra, o per entrare in contatto con gli spiriti che hanno assunto forma materiale (quale La, lo Spirito dell'Oceano). Quando entra volontariamente nello Stato dell'Avatar, Aang riesce a usare tutti e quattro gli elementi per creare attorno a sé uno scudo fatto d'aria e tre anelli concentrici composti uno da un enorme volume d'acqua rimpiccolito, uno da una fila di rocce notevolmente compattate e l'ultimo da fuoco: così, Aang è in grado di volare e usare i quattro elementi contemporaneamente senza doverseli costantemente procurare.

## Concezione e sviluppo
Il personaggio di Aang è stato sviluppato da un disegno di Bryan Konietzko, raffigurante un uomo calvo con un disegno a forma di freccia sulla sua testa al fianco di un bisonte volante. Nel frattempo, Michael Dante DiMartino era interessato a un documentario sugli esploratori intrappolati nel Polo Sud, che in seguito ha combinato con il disegno di Konietzko.
(Michael Dante DiMartino e Bryan Konietzko)
La trama che hanno descritto corrisponde al primo e al secondo episodio di Avatar, dove il "popolo dell'acqua" (Katara e Sokka) salva il "ragazzo dell'aria" (Aang) mentre è "intrappolato in una landa innevata" (la Tribù dell'Acqua del Sud) con "alcune persone del fuoco [che] stanno premendo su di loro" (truppe della Nazione del Fuoco e Zuko). I creatori dello spettacolo inizialmente immaginavano che Aang fosse rimasto intrappolato in un iceberg per cento anni, poi risvegliato in un mondo futuristico, in cui avrebbe avuto un robot chiamato Momo e una dozzina di bisonti. I creatori hanno perso interesse per questo tema e lo hanno trasformato in cento anni di animazione sospesa. Il robot Momo divenne un lemure volante e la mandria di bisonti fu ridotta a uno.
Nell'episodio I racconti di Ba Sing Se, il nome di Aang è stato scritto come 安昂 (ān áng) in cinese.

## Accoglienza
Aang è stato accolto positivamente dalla critica. Kendall Lyons dichiarò: "Aang sembra essere il ragazzo spensierato con cui puoi facilmente familiarizzare", e che "sembra portare conforto nelle situazioni più pericolose o ostili." Ci sono molte descrizioni simili su come Aang sia un personaggio infantile che è "spericolato ed eccitabile." Le recensioni sottolineano che "come Avatar, Aang sembra inarrestabile, ma come Aang, è solo un altro dominatore dell'aria"; la recensione afferma in seguito che lo show continua a focalizzarsi su un personaggio più realistico anziché su uno perfetto rivelando molti difetti di carattere. Nel 2016, ScreenRant ha classificato Aang al 15º posto nella lista "30 migliori personaggi animati di tutti i tempi."

## Altri media

### Videogiochi
Il personaggio di Aang è apparso nell'Avatar: The Last Airbender Trading Card Game su una moltitudine di carte. È apparso nel videogioco Avatar: The Last Airbender: The Video Game come uno dei quattro personaggi giocabili. Sono stati realizzati due sequel: Avatar: The Last Airbender - The Burning Earth, seguito da Avatar: The Last Airbender - Into the Inferno.
Aang è apparso anche in Escape from the Spirit World, un videogioco online che può essere trovato sul sito ufficiale di Nickelodeon. Il gioco include alcune modifiche alla trama che non sono mostrate nello spettacolo. I registi dello spettacolo, Michael DiMartino e Bryan Konietzko, sostengono che gli eventi sono canonici.

### Film
Tokyopop ha pubblicato un film a fumetti (a volte indicato come cine-manga), in cui Aang, essendo il personaggio principale dello spettacolo, appare ripetutamente.
Aang è il protagonista del film del 2010 L'ultimo dominatore dell'aria, trasposizione cinematografica della prima stagione della serie, in cui viene interpretato dal giovane Noah Ringer. Il casting di un presunto attore bianco nel ruolo di Aang (oltre a un cast prevalentemente caucasico) nell'universo di Avatar influenzato dall'ambiente asiatico ha scatenato reazioni negative da parte di alcuni fan, segnate da accuse di razzismo, una campagna per scrivere lettere e una protesta al di fuori di un casting di Filadelfia per comparse cinematografiche. Un contro-movimento è stato generato in risposta da altri fan che credevano che il casting fosse appropriato. Le decisioni sul casting sono state anche negativamente accolte da diversi critici, che hanno affermato che scelta del casting originale esprimeva una preferenza per gli attori caucasici rispetto ad altri. Noah Ringer è stato successivamente identificato in Entertainment Weekly come un indiano americano.